# St. Georg (Neuenhoven)

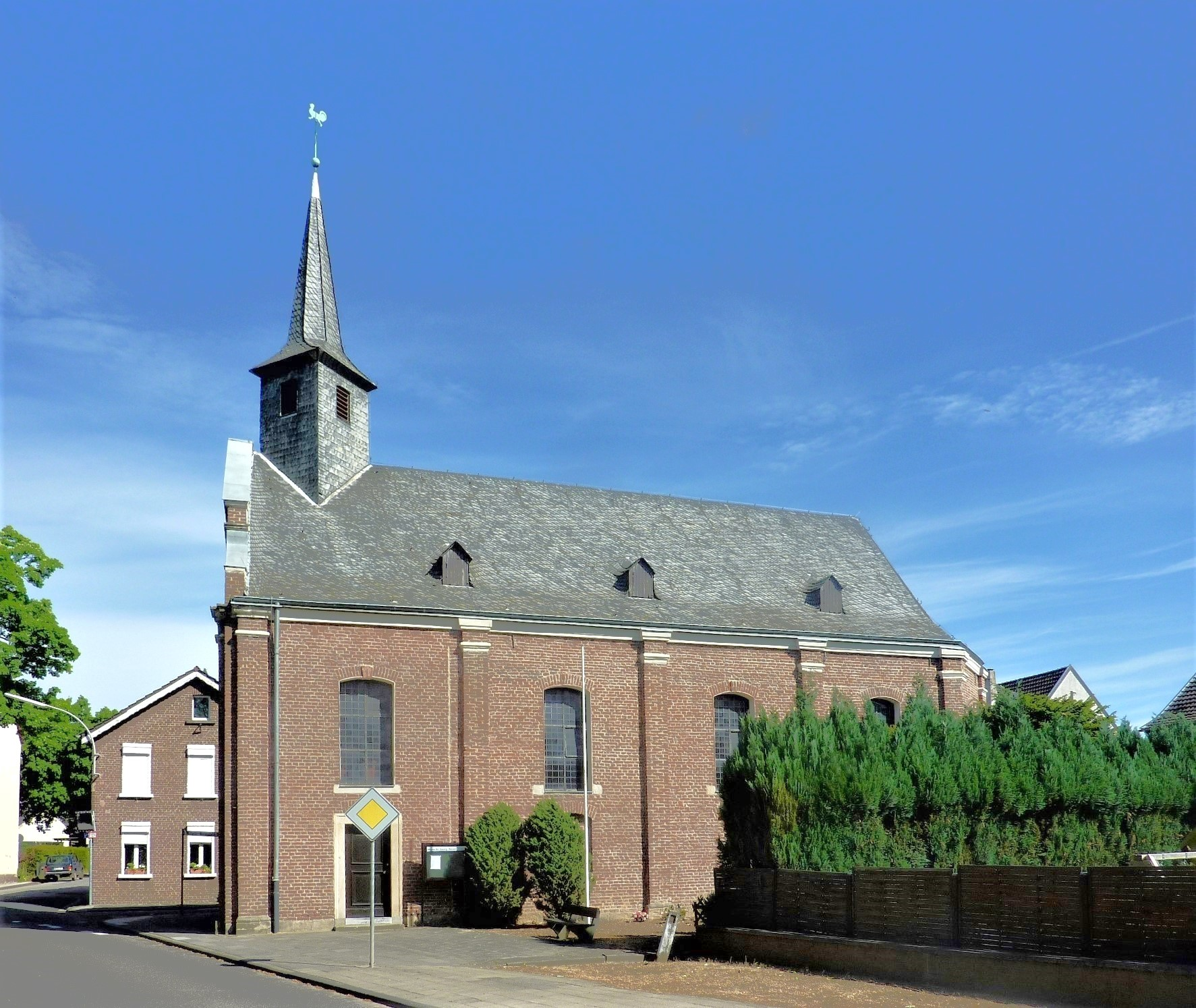
Wallfahrtskirche St. Georg in Neuenhoven

St. Georg ist eine römisch-katholische Pfarr- und Wallfahrtskirche in Neuenhoven, einem Stadtteil von Jüchen im Rhein-Kreis Neuss in Nordrhein-Westfalen. Die Kirche ist unter der Nummer 2 in die Liste der Baudenkmäler in Jüchen eingetragen, steht unter dem Patronat des hl. Georg und wurde zwischen 1760 und 1762 errichtet und 1848 erweitert. Zur Pfarre zählen neben Neuenhoven auch Flaßrath, Hoppers, Schlich mit der Josefskapelle, Wey und die Schölenhöfe.

## Geschichte
Eine Kapelle in Neuenhoven ist für das Jahr 1382 urkundlich belegt. Dieser Bau wurde im Hessenkrieg 1642 zerstört. 
Die Reformation setzte sich kurzzeitig auch in Neuenhoven durch, da die Herren von Haus Neuenhoven 1580 zum reformierten Bekenntnis übertraten. Bis 1602 war die Kapelle protestantisch, wurde anschließend aber wieder katholisch. 
Das heutige Gotteshaus ließ zwischen 1760 und 1762 Graf Franz Johann Wilhelm von Salm-Reifferscheidt-Dyck erbauen, die Benediktion erfolgte am 9. November 1762. Im Jahr 1848 wurde die Kirche erweitert und erhielt einen Dachreiter. 1850 baute man die Sakristei an. Pfarrlich gehörte Neuenhoven bis dahin zur Pfarre Bedburdyck. Eigenständige Pfarrei wurde Neuenhoven schließlich am 18. Oktober 1858 durch den Kölner Erzbischof Johannes Kardinal von Geissel.

## Baubeschreibung

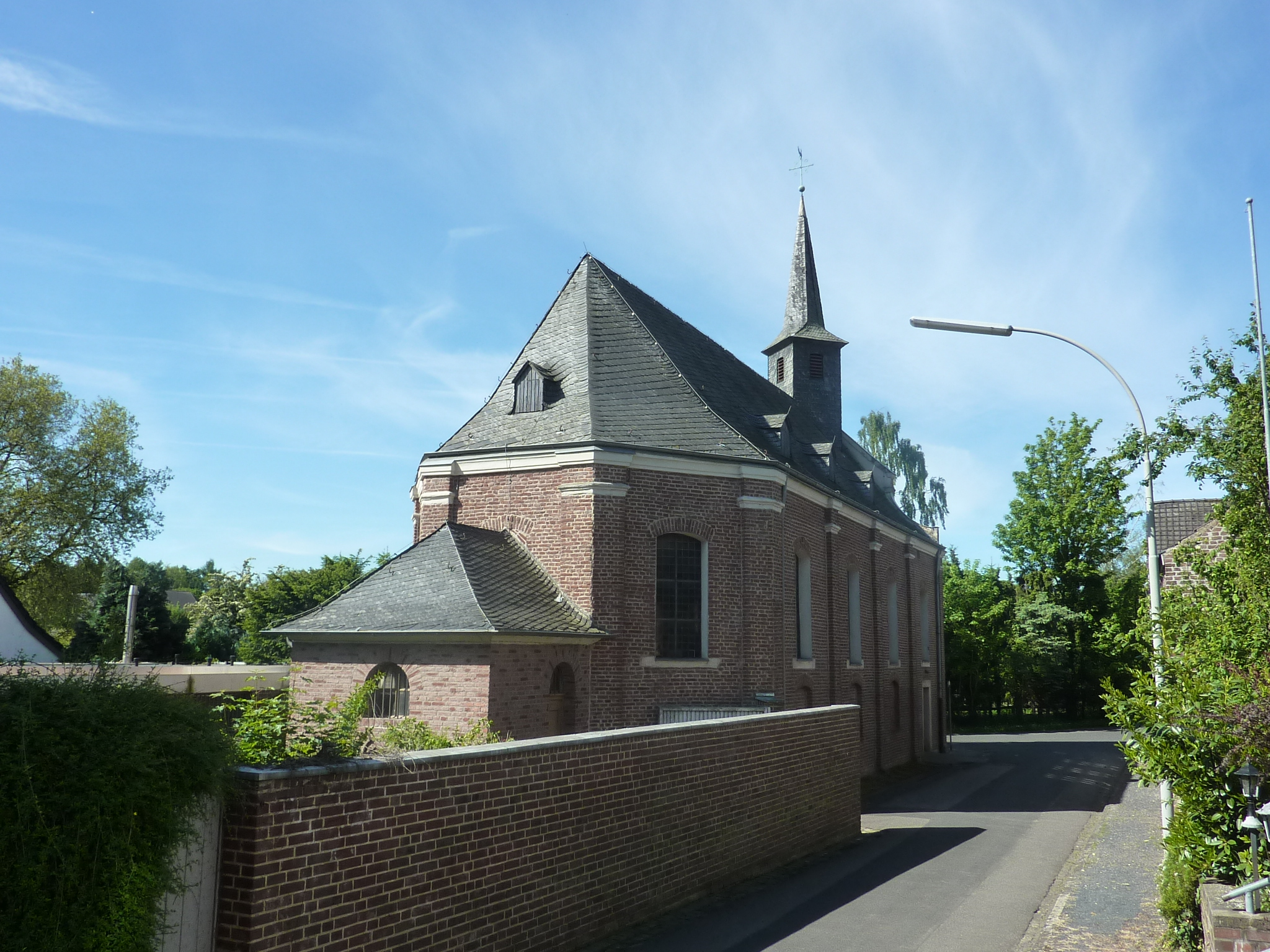
Choransicht

St. Georg ist eine einschiffige Saalkirche aus Backstein im Stil des Barock in vier Fensterachsen mit dreiseitig geschlossenem Chor im Osten. Die Wessfassade hat einen Schweifgiebel, darüber erhebt sich ein vierseitiger Dachreiter.

## Ausstattung
Im Innenraum hat sich eine historische Ausstattung aus verschiedenen Jahrhunderten erhalten. Die 7 Register umfassende Orgel ist ein Werk des Orgelbauers Daniel Schauten aus dem Jahr 1767, den Orgelprospekt hat Engelbert Borren aus Jüchen ebenfalls 1767 geschaffen. Der Hochaltar stammt aus dem 17./18. Jahrhundert und wurde in seiner jetzigen Form nach der Kirchenerweiterung 1850 aufgestellt. Die beiden barocken Seitenaltäre wurden um 1700 für die Kirche von Königshoven geschaffen und befinden sich seit Ende des 19. Jahrhunderts in Neuenhoven. Weiterhin hat sich aus der Barockzeit die Kanzel, eine Arbeit des 18. Jahrhunderts, erhalten.

## Wallfahrt
Neuenhoven ist jährlich Anfang Juli das Ziel von Wallfahrern, verehrt werden hier seit dem 14. Jahrhundert die Vierzehn Nothelfer. Zu diesem Anlass findet jährlich das «Neuenhovener Fest» statt, eine achttägige Oktav, in der täglich verschiedene Gottesdienste gefeiert werden.

## Pfarrer
Folgende Priester wirkten bislang als Pastor an St. Georg
- 1856–1865: Johann Wilhelm Wallenborn
- 1925–1946: Josef Kley
- 1946–1950: Theodor Beyß
- 1950–1958: Peter Lukas
- 1958–1967: Heinrich Florenz
- 1967–1967: P. Johann Huntgens SMM
- 1967–1980: P. Heinrich Bemelmanns SMM
- 1980–1982: Vakant
- 1982–1984: Lothar Wingender
- 1984–1999: Hermann Kurth
- Seit 1999: Ulrich Clancett